# Musée des Beaux-Arts de Pau
Pour les articles homonymes, voir Musée des Beaux-Arts.
Le musée des Beaux-Arts de Pau est un musée municipal français, situé dans la ville de Pau, dans les Pyrénées-Atlantiques, en Nouvelle-Aquitaine. Il est fondé en 1864 à l'initiative de la Société des Amis des Arts de Pau et de Charles Le Cœur, son président et premier conservateur du musée.
D'abord logé dans le Parlement de Navarre, puis dans l'ancien asile de la ville de Pau, le musée intègre finalement son bâtiment propre, construit par l'architecte Jacques Ruillier entre 1929 et 1931.
Notamment constituée par les dons de la collection La Caze et les achats effectués lors des Salons de la Société des Amis des Arts locale, la collection du musée couvre les beaux-arts européens du XVIe siècle au XXe siècle, et particulièrement le XIXe siècle français, avec notamment Le Bureau de coton à La Nouvelle-Orléans d'Edgar Degas.

## Histoire

### Fondation et premiers temps du musée

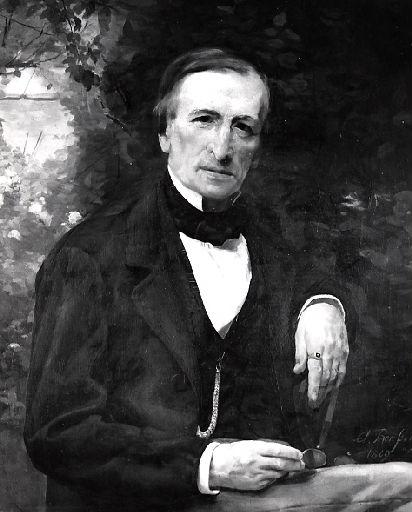
Charles Le Cœur, portrait de 1869 par Joseph-Auguste Rousselin.

Le projet d'un musée des Beaux-Arts à Pau est porté au cours du XIXe siècle par la Société des Amis des Arts de la ville et par son président, Charles Le Cœur,.
Le musée est fondé le 15 mars 1864 : les premières œuvres sont exposées au sein du Parlement de Navarre, l'ancienne cour de justice de la ville de Pau. L'institution reçoit des tableaux de la collection de Louis La Caze, léguée au musée du Louvre en 1869, et perçoit une rente annuelle de l'avocat Émile Noulibos pour financer des acquisitions. 
Charles Le Cœur, nommé conservateur du musée dès sa fondation, demande la construction d'un bâtiment propre au musée, ce qui est refusé, et les collections sont finalement déménagées au sein de l'ancien asile de la ville, en 1881.

### Développement dans l'entre-deux-guerres
Dans l'entre-deux-guerres, un chantier est lancé pour édifier deux bâtiments à la place de l'ancien asile (le musée et une bibliothèque) : il est financé aux frais du promoteur Henri Lillaz, en échange du terrain correspondant à l'actuelle place Clemenceau pour y bâtir le Palais des Pyrénées. Le chantier des deux bâtiments est lancé le 1er avril 1929, sous la direction de l'architecte parisien Jacques Ruillier, et se termine en 1930, le musée étant inauguré par Louis Barthou en 1931.

### Évolutions postérieures
Le musée est fermé en 1942. En 1950, une campagne de réfection a lieu pour régler des problèmes d'étanchéité, le musée est réorganisé et rouvre en 1953.
En 2011, six tableaux déposés par le musée dans la villa Saint Basil's, propriété de la municipalité de Pau, sont volés après une réception,,.
Des travaux, qui se terminent en 2019, permettent la réunion du musée et de la bibliothèque, cette dernière accueillant l'École supérieure d'art et de design des Pyrénées.

## Bâtiment

### Les premiers locaux

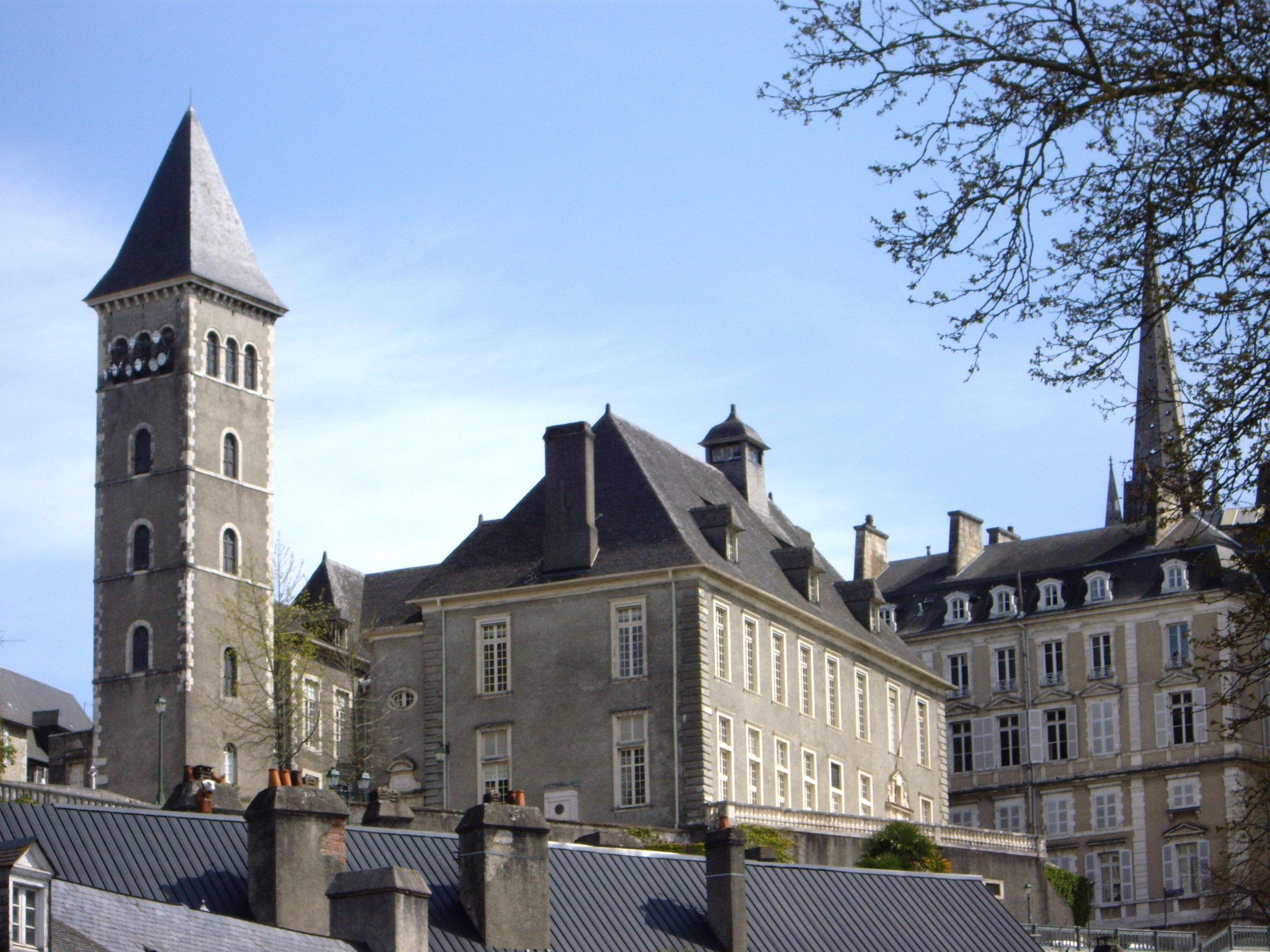
Le Parlement de Navarre de Pau en 2008.

Le musée est installé à sa fondation en 1864 au premier étage du Parlement de Navarre, dans des salles jugées trop petites, sombres et humides, notamment décriées par le peintre Narcisse Díaz de la Peña,.
En 1881, les collections sont déménagées dans le bâtiment de l'ancien asile, plus sain, grand et lumineux : la salle du rez-de-chaussée accueille la collection de sculptures, tandis que la galerie de l'étage reçoit la collection de peintures. La manière dont étaient accrochées ces dernières n'est pas connue, mais devait être dense. Deux salles sont nommées d'après Charles Le Cœur et Émile Noulibos.
Des tensions apparaissent néanmoins, à cause du manque de place, entre la Société des Amis des Arts de Pau et le musée : en raison du Salon annuel de la Société, la collection permanente est remisée ; les Salons ont ainsi lieu à partir de 1905 dans l'ancien casino de la ville de Pau, dans le Pavillon des Arts.

### Le projet de Gustave Umbdenstock

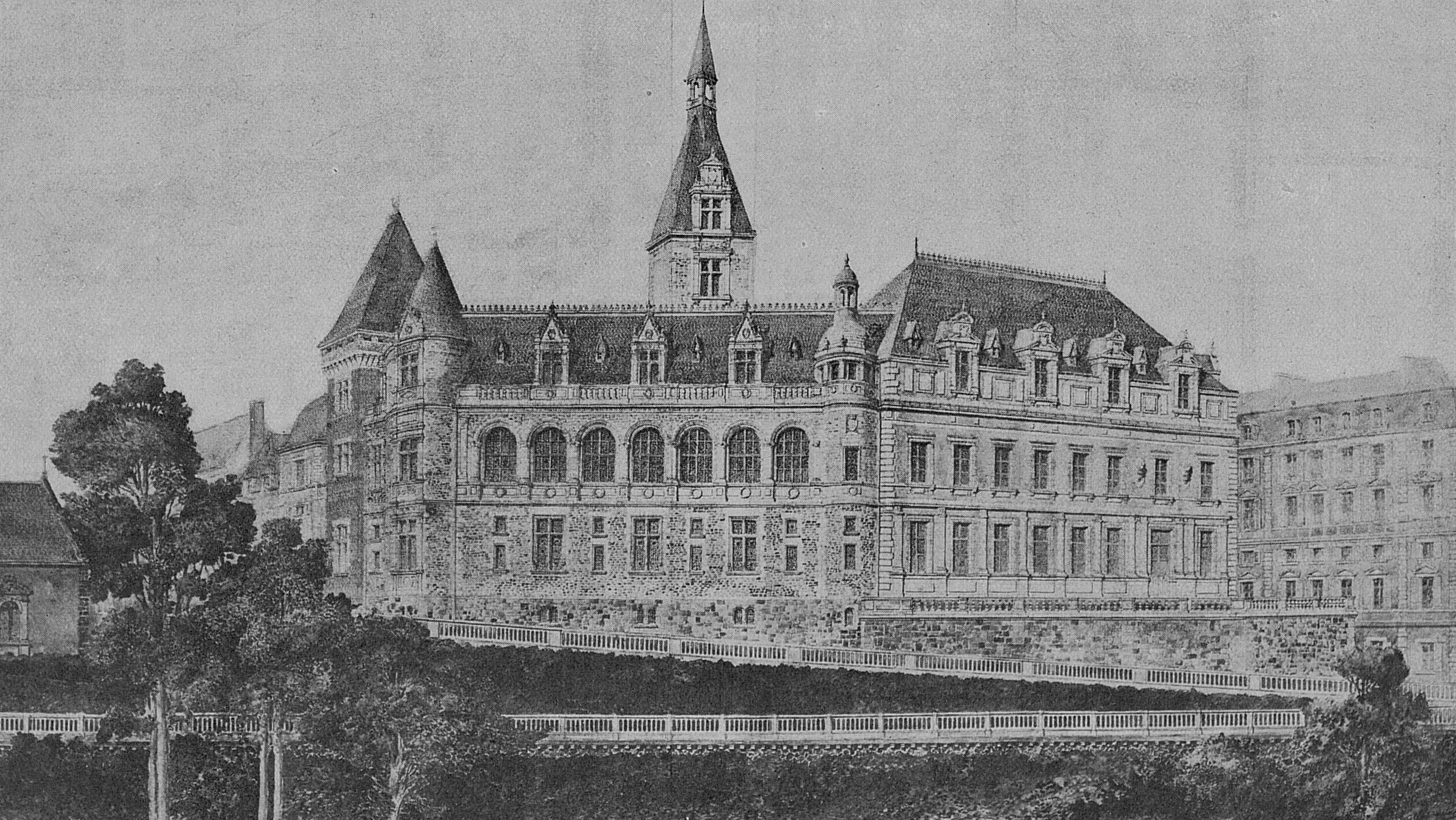
Projet des élévations de la façade sud du musée-bibliothèque de Pau de Gustave Umbdenstock, publié dans La Construction moderne en 1924.

L'architecte Gustave Umbdenstock est, en 1924, mandaté par la mairie de Pau pour réaliser un projet de rénovation du Parlement de Navarre, afin d'accueillir le musée (au premier étage) et la bibliothèque municipale (au rez-de-chaussée).
Ce projet n'est néanmoins pas réalisé en raison de son coût jugé trop élevé par les autorités locales.

### Le bâtiment de Jacques Ruillier
Construit entre 1929 et 1931, le bâtiment du musée est édifié à l'emplacement de l'ancien asile par Jacques Ruillier. L'apparence du musée est très semblable à celle de la bibliothèque voisine, mais les deux bâtiments sont indépendants ; ils sont réunis après les travaux de 2019, lorsque l'ancienne bibliothèque est réaffectée à l'École supérieure d'art et de design des Pyrénées.

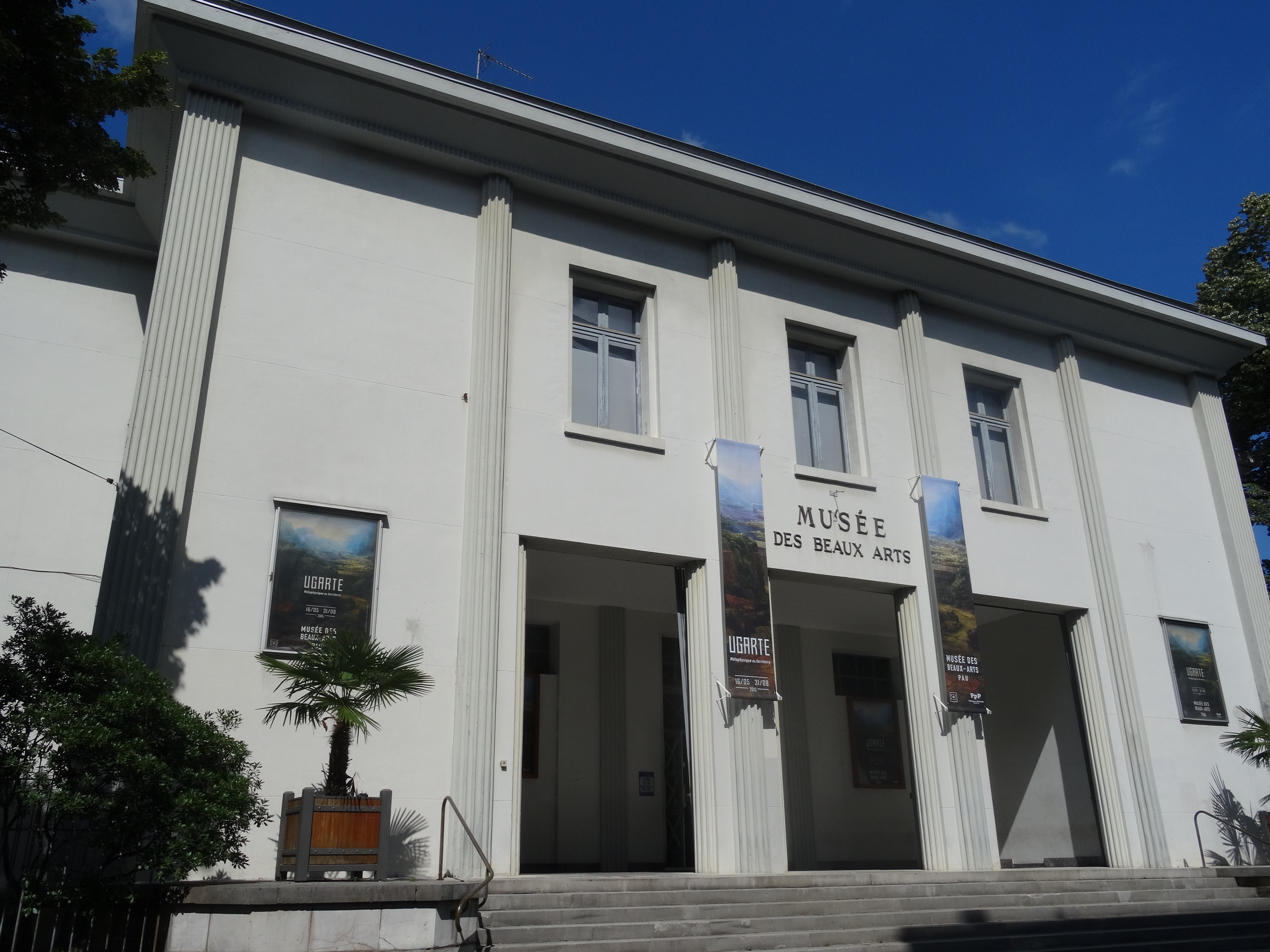
L'entrée du musée en 2015, avant les travaux de rénovation de 2019.

Le bâtiment mesure 31 m de long pour 34,5 m de large et prend la forme d'un grand parallélépipède aux murs blancs, lisses et sévères. La façade ouest est composée, symétriquement, de cinq travées délimitées par des pilastres cannelés. Sur les trois travées centrales sont placées trois grandes portes surmontées de fenêtres au premier étage. 
L'aspect du bâtiment rompt avec l'architecture Beaux-Arts des musées de l'époque, et mêle des aspects de l'architecture classique et les principes modernes de l'Art déco. 
À l'intérieur, les pièces du musée s'articule autour d'un atrium. L'accès à l'étage se fait par un escalier monumental double, en marbre : c'est là que sont exposés des œuvres de très grands formats, comme La Naissance d'Henri IV d'Eugène Devéria.
Le toit est à l'origine un toit-terrasse en béton armé. La pièce centrale rectangulaire du musée est alors couverte d'une verrière, pour assurer un éclairage zénithal et naturel,. Ces dispositifs causent cependant des problèmes d'étanchéité, poussant le musée à la fermeture jusqu'à des travaux en 1950 : ils sont alors remplacés par un toit à double-pente,.

## Collections

### Constitution des collections

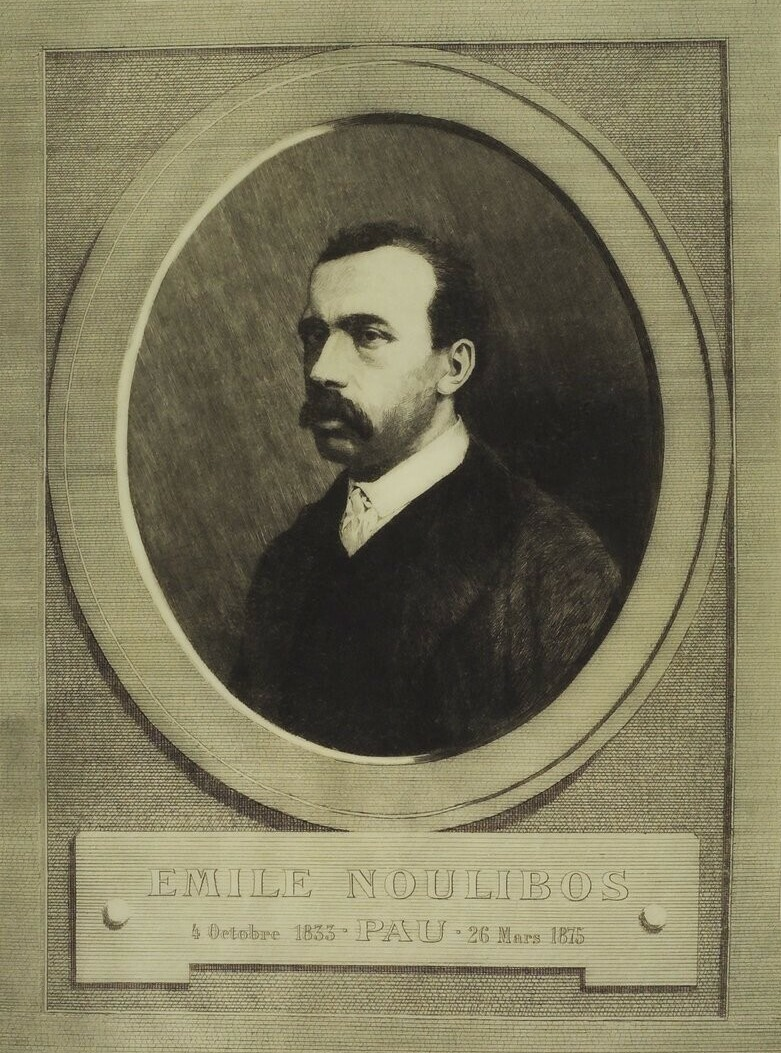
Portrait d'Émile Noulibos par Paul Lafond, XIXe siècle.

Lors de la fondation du musée en 1864, ses collections sont constituées d'environ vingt-cinq tableaux appartenant à la municipalité, auxquels s'ajoute le legs d'Eugène Devéria, dont une copie de son tableau La Naissance d'Henri IV (conservé au musée du Louvre), et des prêts de particuliers.
Les collections s'enrichissent à la mort de Louis La Caze, trente de ses six cents tableaux étant confiés au musée des Beaux-Arts palois : il s'agit du plus important dépôt de cette collection dans un musée non parisien, en raison des origines béarnaises de la famille La Caze.
Les achats du musée sont effectués, à partir de 1866, parmi les œuvres présentées lors des Salons annuels de la Société des Amis des Arts de Pau, dont Charles Le Cœur est toujours le président.

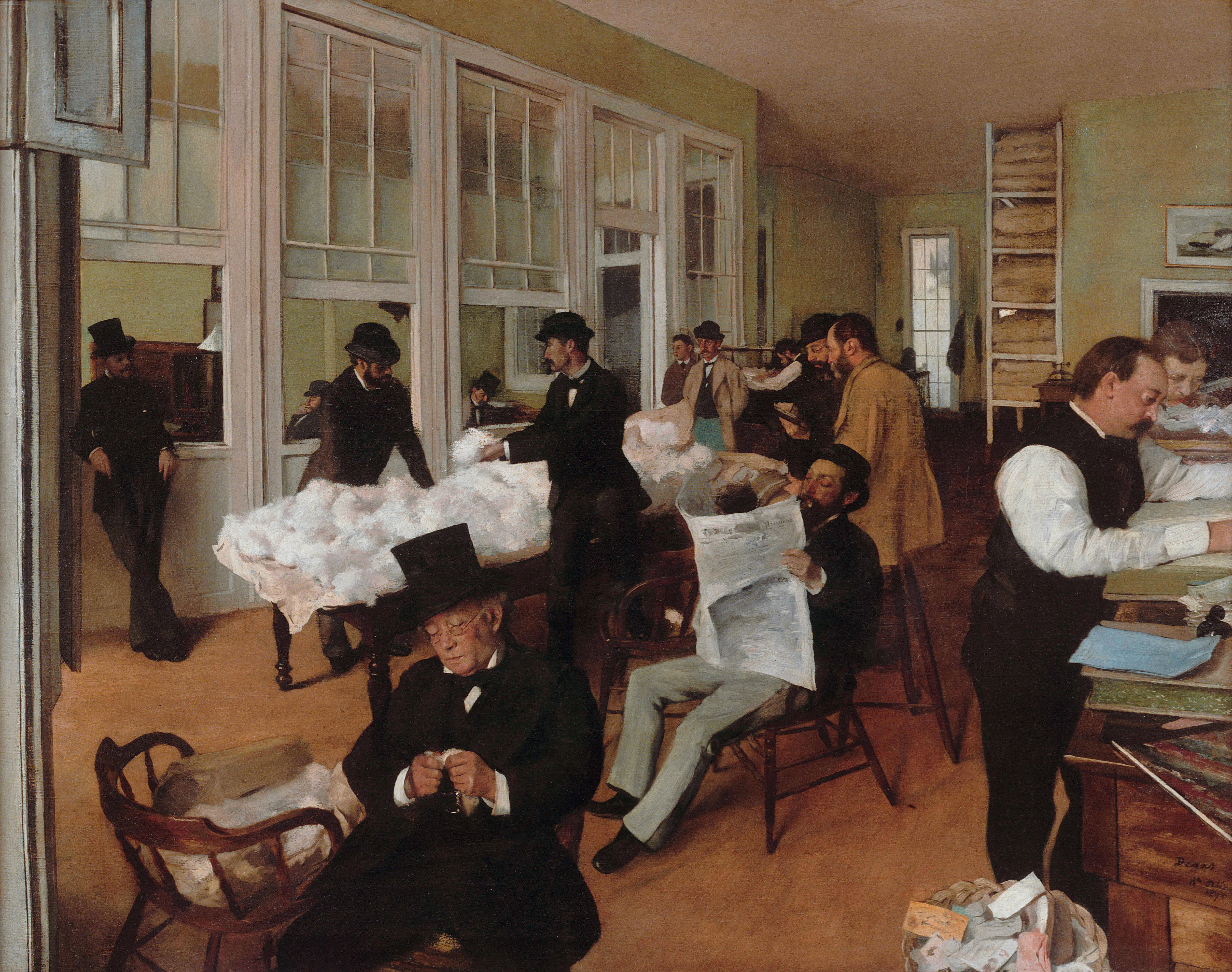
Edgar Degas, Le Bureau de coton à La Nouvelle-Orléans, 1877, le fleuron du musée des Beaux-Arts de Pau.

À partir de 1875, le musée perçoit une rente annuelle de 8 000 francs d'Émile Noulibos, pour financer l'achat d'œuvres,. Dans son testament, il déclare que ce fonds doit être consacré à l'acquisition d'œuvres « de l'École française dite moderne et autant que possible contemporaine » : de nombreuses œuvres sont achetées grâce à ce fonds, dont Le Bureau de coton à La Nouvelle-Orléans d'Edgar Degas.
La politique d'achat du musée est aussi motivée par les préférences personnelles et les axes de recherche des différents conservateurs : par exemple, Philippe Comte, conservateur dans les années 1980, acquiert des œuvres issues de la Nouvelle figuration.

### Œuvres conservées

#### Archéologie

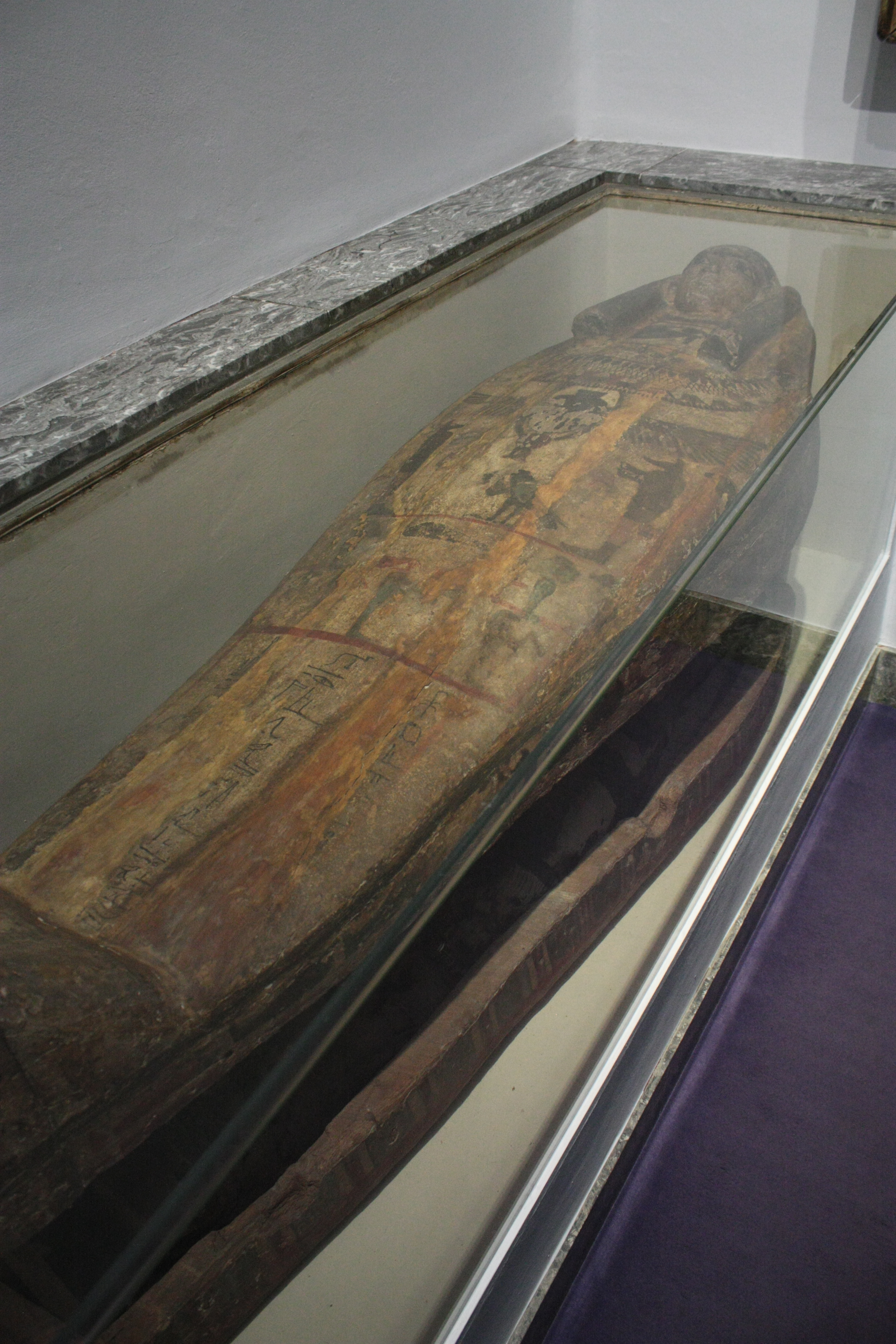
La momie d'Ioumerithot et son sarcophage, exposés dans une vitrine dans l'escalier.

Le musée conserve la momie d'Ioumerithot et son sarcophage, exposés dans le grand escalier de l'atrium. Ceux-ci sont rapportés de Thèbes par le baron de Laussat dans les années 1870.

#### Peinture et sculpture
La peinture occidentale est illustrée depuis le XVIe siècle jusqu'à l'époque contemporaine. Le musée présente ainsi des œuvres des grandes écoles européennes de peinture : l'école italienne avec Andrea Solario (Sainte Famille), Pietro della Vecchia, Simone Cantarini, Giulio Carpioni, Carlo Maratta, Luca Giordano avec un Philosophe issu de la célèbre série de portraits qu'il a peints sur ce sujet, Giovanni Battista Piazzetta, Francesco Trevisani ou Gaspare Traversi ; l'école espagnole avec de grands noms tels que Jose de Ribera et son Saint-Jérôme, El Greco avec un Saint François recevant les stigmates, Francisco de Zurbaran (Felipe de Guimaran, Père de la Merci) mais aussi des peintres comme Alonso Cano et Juan Carreño de Miranda.
Les écoles flamandes et hollandaises du XVIIe siècle sont représentées par des peintres comme Jan Lievens, Nicolas Berchem, Bartholomeus van der Helst, Jan van Huysum, Jan Miel, Pieter Neefs (le Jeune), Pierre Paul Rubens (avec deux belles toiles qui étaient à l'origine des cartons de tapisseries : Achille vainqueur d'Hector et Thétis recevant de Vulcain les armes d'Achille ainsi qu'une esquisse en grisaille : Le Jugement dernier), Jacob Jordaens, David Teniers le Jeune, Jan Brueghel l'Ancien (L'Entrée dans l'Arche) et Frans II Francken.
L'école française, notamment du XVIIIe siècle, figure avec des œuvres de François de Troy, Nicolas de Largillierre, Natoire, Jean-Baptiste Oudry, Jean-Marc Nattier, Carle Van Loo et Hubert Robert (L'Incendie de l'Opéra au Palais Royal et Les Cascatelles de Tivoli).
Le XIXe siècle, essentiellement français, est représenté à la fois dans ses courants académiques et novateurs (impressionnisme, symbolisme…) avec des peintres comme François Marius Granet, Jean-Baptiste Carpeaux, Eugène Isabey, Eugène Devéria, Camille Corot, Edgar Degas et son célèbre Bureau de coton à La Nouvelle-Orléans, Eugène Boudin, Albert Lebourg, Henri Fantin-Latour, Eugène Carrière, Berthe Morisot et Edouard Vuillard. 
Pour le XXe siècle on retrouve des peintres comme Kees van Dongen (Portrait d'Anne Diriart, 1924), André Lhote, Lucien Simon, Albert Marquet et Rodolphe Caillaux ainsi que des sculptures de Rodin ou Alfred Boucher, comme Le Repos (1892).
Enfin, la peinture contemporaine depuis 1960 est largement représentée (entre autres Raymond Guerrier, Jean-Jacques Morvan).

Quelques œuvres du musée des Beaux-Arts de Pau
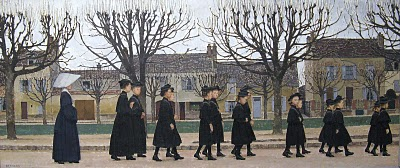
Louis-Maurice Boutet de Monvel, Le Pensionnat de Nemours, 1909.
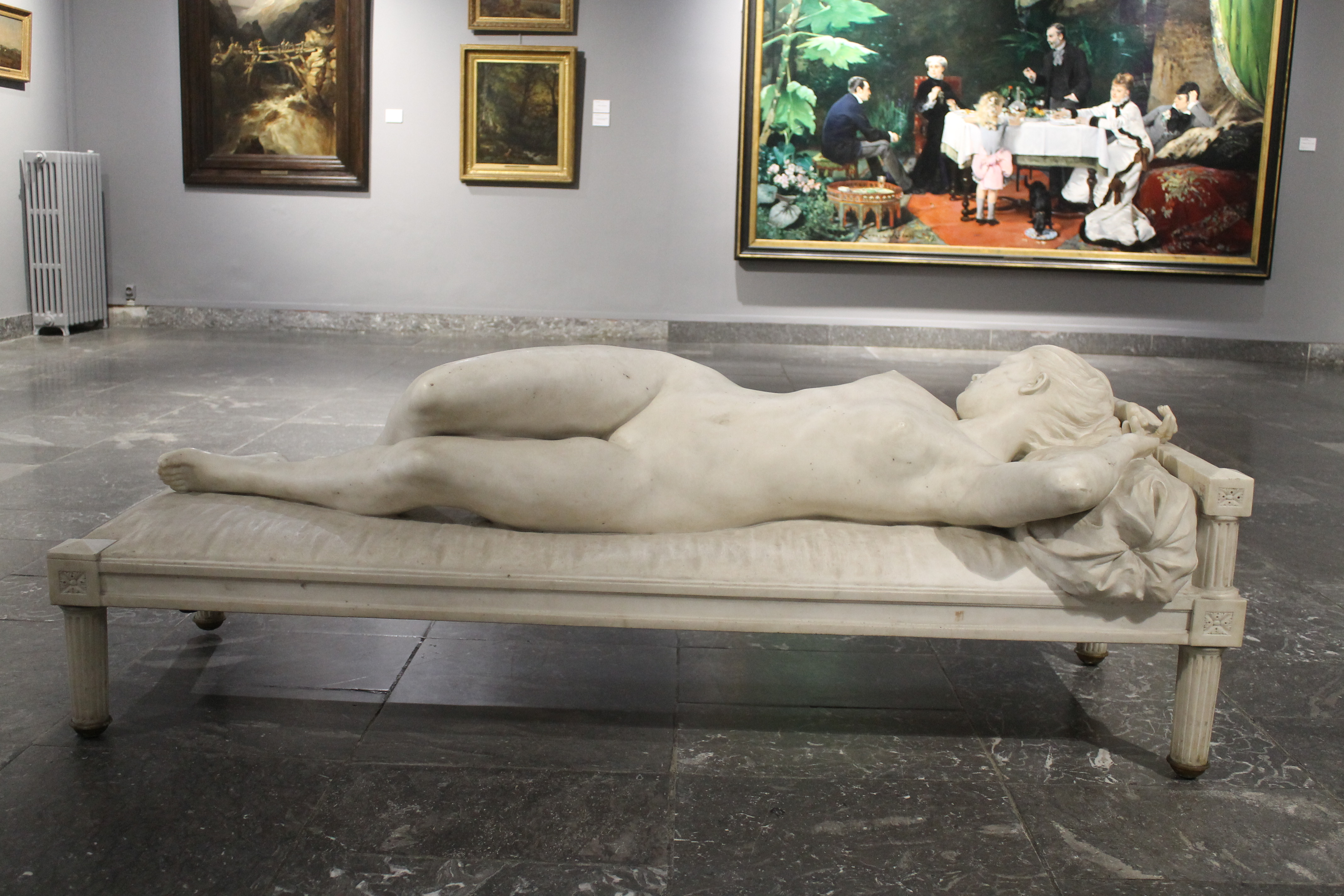
Alfred Boucher, Le Repos, 1892.